# Marcel Podszus
Marcel Podszus (* 20. August 1976 in Viersen) ist ein deutscher Fußballspieler.

## Karriere
Marcel Podszus startete seine Karriere beim 1. FC Viersen. Nach verschiedenen Wechseln wurde der Angreifer im Jahr 2003 von Borussia Mönchengladbach unter Vertrag genommen. Dort bestritt er in der Saison 2003/04 vier Spiele in der Fußball-Bundesliga. Nach drei Jahren bei Fortuna Düsseldorf wechselte Marcel Podszus im Sommer 2007 zum Oberligisten 1. FC Kleve. Dort gelang ihm 2008 der Aufstieg aus der Oberliga Nordrhein in die Regionalliga West. Mit seinen 19 Saisontoren hatte er einen wesentlichen Anteil an diesem größten Erfolg der Vereinsgeschichte des 1. FC Kleve. Im darauf folgenden Jahr schoss der Stürmer zwar erneut elf Tore in 29 Saisonspielen, konnte jedoch damit auch den direkten Wiederabstieg nicht verhindern. Daraufhin verließ Podszus den Verein.
Am 12. Juni 2009 gab Borussia Mönchengladbach die Verpflichtung des mittlerweile 32-Jährigen bekannt. Marcel Podzus erhielt zunächst einen Einjahresvertrag mit Option, und nach guten Leistungen verlängerte ein Jahr später bis 2012. Im Juli 2012 wechselte er zum VfB Speldorf in die Oberliga Niederrhein, konnte aufgrund eines Kniescheibenbruchs allerdings nur am 1. Spieltag der Saison teilnehmen. Zur Saison 2013/14 wechselte Podszus zum Rather SV nach Düsseldorf in die Bezirksliga Niederrhein und übernahm dort die Doppelfunktion als Spieler und als Co-Trainer. Mit dem Klub stieg er 2015 in die Landesliga auf. Ein Jahr später folgte der Wechsel zum MSV Düsseldorf in die Bezirksliga.